# Saldinia subacuminata
Saldinia subacuminata är en måreväxtart som beskrevs av Cornelis Eliza Bertus Bremekamp. Saldinia subacuminata ingår i släktet Saldinia och familjen måreväxter. Inga underarter finns listade i Catalogue of Life.